# Xanthorhoe malgassa
Xanthorhoe malgassa là một loài bướm đêm trong họ Geometridae.